# Rudolf Behrens (Romanist)
Rudolf Behrens (* 26. Juni 1951 in Stolberg) ist ein deutscher Romanist.

## Leben
Nach dem Abitur 1969 am Goethe-Gymnasium Stolberg studierte er von 1969 bis 1972 Musik am Grenzlandkonservatorium Aachen und an der Musikhochschule Rheinland (Köln), von 1970 bis 1979 die Fächer Romanistik, Germanistik und Philosophie an der RWTH Aachen und an der Universität Würzburg (1976 erste philologische Staatsprüfung in den Fächern Französisch und Deutsch). Nach der Promotion 1979 zum Dr. phil. an der Philosophischen Fakultät in Würzburg war er von 1981 bis 1983 Lektor am Germanistischen Institut der Università degli studi di Venezia, vermittelt durch den DAAD. Nach der Habilitation 1986 an der Universität Würzburg war er von 1989 bis 2017 ordentlicher Professor für das Fach Romanische Philologie an der Ruhr-Universität Bochum.
Seine Forschungsinteressen sind historische und literarische Anthropologie (16.–20. Jahrhundert), Geschichte der Imagination (vor allem in Frankreich zwischen dem 17. und dem 19. Jahrhundert), der italienische Roman um 1900 und im späten 20. Jahrhundert, das Verhältnis von Wissenschaft und Literatur (vor allem in der Aufklärung), Konfigurationen der Macht in literarischen Texten, räumliche Dimensionen der Literatur und rhetorische Bedingungen der Literatur.

## Schriften (Auswahl)
- Problematische Rhetorik. Studien zur französischen Theoriebildung der Affektrhetorik zwischen Cartesianismus und Frühaufklärung. München 1982, ISBN 3-7705-2020-3.
- Umstrittene Theodizee, erzählte Kontingenz. Die Krise teleologischer Weltdeutung und der französische Roman (1670–1770). Tübingen 1994, ISBN 3-484-55017-1.